# Доубравка Пршемисловна
Доубравка Пршемисловна (известна още като Домбрани, Дубравка, Дубрава и Домбрувка; на полски: Dobrawa Przemyślidka; † 977) е чешка княгиня и съпруга на първия полски княз Мешко I.
Според ранните исторически извори през 966 г. Доубравка убеждава съпруга си да приеме християнството и съдейства активно за разпространението на новата религия в полските земи.

## Живот

### Произход и ранни години
Доубравка е дъщеря на чешкия княз Болеслав I Страшни, като за нейна майка най-често се сочи предполагаемата съпруга на Болеслав I Биагота.
Почти нищо не се знае за първите години от живота на Доубравка. Не са известни нито датата, нито мястото на раждането ѝ. Единствено в хрониката на Козма Пражки се споменава, че когато се омъжила за Мешко I, Доубравка вече била доста възрастна. Това сведение на Козма Пражки обаче се оценява като неблагонадеждно и тенденциозно, като най-вероятно хронистът е имал непочтени намерения. Възможно е обаче Козма Пражки да е имал предвид голямата възрастова разлика между Доубравка и сестра ѝ или да е объркал Доубравка с първата съпруга на Мешко Ода, която по време на сватбата си е била между 19 – 25 годишна – късна възраст за женитба според средновековните разбирания. Като се имат предвид средновековните обичаи, някои изследователи приемат, че по времето, когато се омъжила за Мешко I, Доубравка най-вероятно също е наближавала двайсетте си години.
През 1895 г. Освалд Балцер изказва тезата, че преди да се омъжи за Межко I, Доубрава е била омъжена за маркграфа Гунтер Мерзебургски, от когото е имала син Гунзелин. Тази теза се основава на едно сведение в Хрониката на Титмар, който нарича Гунзелин брат на Болеслав I Храбри, който е син на Доубравка. Съвременни учени обаче поставят това твърдение под съмнение и смятат, че всъщност Гунзелин и Болеслав I са братовчеди или роднини по сватовство.

### Брак с Мешко I и покръстване на Полша
През втората половина на 964 г. е сключен договор между чешкия княз Болеслав I Страшни и полския княз Мешко I. За да се консолидира съюзът между двата княжески двора, през 965 г. дъщерята на Болеслав I Старши е омъжена за княз Мешко I. Между младоженците обаче има религиозна пропаст, тъй като Доубравка е християнка, а Мешко I – езичник.
Два независими един от друг източника потвърждават важната роля на Доубравка за християнизацията на Полша. Първият е Титмар Мерзебургски, който е роден две години преди смъртта на Доубравка. В хрониката си той споменава, че чешката княгиня настоятелно притискала съпруга си да приеме християнско кръщене, като дори заплашвала в противен случай да разтрогне брака им, а с това и чешко-полския съюз. Накрая усилията ѝ дали резултат – Мешко I се покръстил, а с него и цяла Полша. От друга страна, в хрониката на Гал Аноним от 12 век се споменава, че Доубравка пристигнала в Полша заедно с голяма свита от мирски и религиозни лица. Тя приела да се омъжи за полския княз само при условието, че той приеме християнската вяра. Мешко I приел и това направил брака му с християнката възможен. Съвременните изследователи обаче изтъкват, че покръстването на Мешко I се дължи изключително на политически съображения и не трябва да се приписва като заслуга на Доубравка. Според тази теория ролята, която източниците приписват на Доубравка за покръстването на поляците, е част от дългата църковна традиция покръстването на владетелите на езическите народи да се обяснява с влиянието на някоя жена.
Преданията приписват на Доубравка и основаването на църквите „Света Троица“ и „Свети Вит“ в Гнезно и на църквата „Света Мария“ на остров Тумски в Познан.
Политически бракът на Доубравка и Мешко I укрепва съюза между чехи и поляци, който продължава и след смъртта ѝ. През 967 г. чехите помагат на Мешко I в решителната битка срещу волините, предвождани от Вихман Млади. Освен това съпругът ѝ Мешко I и брат ѝ Болеслав II Благочестиви подкрепят Хайнрих II Баварски в претенциите му за германската императорска корона след смъртта на император Отон I през 973 г.

### Смърт и място на погребение
Доубравка умира през 977 г. В своя студия от 1888 г. полският писател Юзеф Крашевски обявява, че гробът на княгинята е открит в катедралата на Гнезно. Маркиран е от обикновен камък с кръст. В гроба били открити останки от пурпурни дрехи и тежки златотъкани надбедрени препаски. Подобно становище за гроба на княгинята изразява през 1843 г. и Едвард Рачински. Въпреки това съвременните учени смятат точното място на гроба ѝ за неизвестно.

## Деца
От брака на Доубравка и Мешко I се раждат три деца:
- Болеслав I Храбри (ок 967 – 17 юни 1025);
- дъщеря, вероятно кръстена Светослава, често идентифицирана с легендарната шведска кралица Зигрид Надменната (968/972 - 1016), за която дъщеря се предполага, че първо е омъжена за шведския крал Ерик Победоносни, а по-късно и за датския крал Свен I Вилобради. За тази дъщеря на Доубравка се смята, че е майка на Кнут Велики и на Олаф Скьотконунг.
- Гунхилда Полска, също омъжена за Свен I Вилобради.